# 도둑들: 비트코인 전쟁
도둑들: 비트코인 전쟁(聖人大盜, The Last Thieves)은 타이완에서 제작된 잭 쉬 감독의 2019년 범죄, 스릴러 영화이다. 조안호 등이 주연으로 출연하였다.

## 출연

### 주연
- 조안호
- 뢰아연
- 증지위